# Корзо (Трапани)
Корзо је насеље у Италији у округу Трапани, региону Сицилија.
Према процени из 2011. у насељу је живело 36 становника. Насеље се налази на надморској висини од 24 м.